# Dysmachus evanescens
Dysmachus evanescens är en tvåvingeart som beskrevs av Villeneuve 1912. Dysmachus evanescens ingår i släktet Dysmachus och familjen rovflugor. Inga underarter finns listade i Catalogue of Life.